# 大鏢客
《大鏢客》是日本導演黑泽明於1961年執導的电影，男主角三船敏郎获得了第22屆威尼斯影展沃爾庇杯最佳男演員獎。

## 剧情简介
一个刀术高强的浪人（三船敏郎饰）来到一个小镇，见到当地分别以清兵卫和丑寅为首的两派恶势力为争夺地盘经常打斗，双方不仅经常死人，还搞得镇上永无宁日。他为了行侠仗义，设计促使双方血拼，最终使得一方先消灭了对方但削弱自己。後來他又亲手消灭了活着的一方，事成之后他飘然离去。

## 演員表
- 三船敏郎：桑畑三十郎
- 仲代達矢：新田卯之助
- 司葉子（日语：司葉子）：小平之妻子努伊
- 山田五十鈴：清兵衛之妻
- 加東大介（日语：加東大介）：亥之吉
- 河津清三郎：清兵衛
- 志村喬：造酒屋徳右衛門
- 東野英治郎（日语：東野英治郎）：酒館掌櫃
- 藤原釜足（日语：藤原釜足）：名主多左衛門
- 藤田進：本間
- 土屋嘉男：小平
- 夏木陽介：市井小民
- 桐野洋雄：清兵衛的隨從
- 羅生門綱五郎：丑寅的手下‧閂

## 相关作品
1964年意大利导演塞吉歐·李昂尼拍摄的西部片《荒野大镖客》翻拍自本片。